# Kelly Killoren Bensimon
Kelly Jean Killoren Bensimon (nacida el 1 de mayo de 1968) es una autora, ex-editora de Elle Accessories y exmodelo estadounidense. Apareció como miembro del reparto a tiempo completo en la serie de televisión de Bravo The Real Housewives of New York City desde la temporada 2 hasta la temporada 4. 

## Primeros años
Kelly Jean Killoren nació en Rockford, Illinois. Comenzó a trabajar como modelo en su adolescencia.

## Educación
Kelly se graduó en el Keith Country Day School, una academia de preparación universitaria en Rockford, Illinois, antes de asistir a la universidad. Asistió al Trinity College, Connecticut, pero se fue después de un año. Se graduó en 1998 en la Escuela de Estudios Generales de la Universidad de Columbia con un Grado en Literatura y Escritura. Completó un máster en Marketing Internacional en laUniversidad del Noroeste en 2015.

## Carrera
Killoren comenzó su carrera como modelo en Nueva York. Apareció en revistas como Elle, Cosmopolitan y Harper's Bazaar. Fue una vez la imagen de Clarins. Es la editora general de Hamptons Magazine, un semanario gratuito con una circulación de 40 000 a 50 000 y Gotham Magazine. Ambas publicaciones son propiedad de Niche Media. Se convirtió en la editora fundadora de la revista Elle Accessories, y se fue después de dos números. Es autora de varios libros, entre ellos In The Spirit of the Hamptons, American Style y The Bikini Book. American Style fue editada en su Blackberry. Bensimon también escribió una columna en la revista Page Six llamada The Socializer: Kelly Killoren Bensimon. Killoren Bensimon también es columnista de estilo para el periódico AM New York.
Killoren Bensimon fue la anfitriona de la semana de la moda IMG y de los espectáculos de natación IMG en Miami. Fue portavoz en 2006 de Wool como parte de sus Test Marketing Productions (TMP); Bensimon organizó y modeló en eventos de moda masculina con la revista GQ. También fue "embajadora" de la Semana de la Moda Mercedes-Benz de la primavera de 2007 en Nueva York. La primera línea de joyería de Killoren Bensimon se hizo únicamente con señuelos de pesca y se vendió exclusivamente en Barney's New York. Su segunda línea de joyería se vendió en Bloomingdale's en el otoño de 2007. 
Killoren Bensimon apareció en la portada y en un reportaje fotográfico de seis páginas en la edición de marzo de 2010 de la revista Playboy, que fue fotografiada por su exmarido Gilles Bensimon en agosto de 2009 en Milk Studios en Nueva York.     
El 24 de junio de 2010, Killoren Bensimon anunció el lanzamiento de su cuarta colección de joyas, Kelly by Kelly Killoren Bensimon. La colección combinó metales, cuero, plumas y cristales y se vendió en las tiendas Intermix en los Estados Unidos para apoyar a Feeding America. Para la primavera de 2011, la colección de joyas de Bensimon se vendió en los Wink, los hoteles W y Dash.     
Killoren Bensimon escribió tres libros para Assouline Publishing: In the Spirit of the Hamptons (2 volúmenes), American Style y The Bikini Book. Una porción de los ingresos de la autora se donan al Instituto de Vestuario del Museo Metropolitano de Arte. El cuarto libro de Bensimon, I Can Make You Hot, fue publicado por St. Martin's Press en abril de 2012. Una parte de los ingresos del autor se donaron a Generositywater.org. En junio de 2016, Simon & Schuster publicaron la novela A Bangton Age, de Bensimon.
En septiembre de 2011, Killoren Bensimon apareció en la portada de Shape y apareció en un reportaje fotográfico basado en su rutina de ejercicios. También abrió el NASDAQ el 1 de septiembre de 2011 para promocionar la portada. Apareció en una publicación en el número de diciembre de 2011 de la revista Avenue y fue editora invitada para los números de enero y febrero. Killoren Bensimon y sus chicas también aparecieron en la portada de junio de 2012 de New York Family. Los proyectos de Killoren Bensimon en 2013 fueron su fragancia In the Spirit of y su línea de velas Baiser Rose; su línea de joyería HSN, lanzada el 19 de mayo de 2016, llamada Kelly Killoren by Kelly Killoren Bensimon. Killoren Bensimon apareció en la serie de Bravo Odd Mom Out en los episodios 9 y 10 de la temporada 2. En junio de 2016, Killoren lanzó su primera novela, A Dangerous Age, con Simon & Schuster. La novela, basada libremente en su vida personal, expone el mundo del arte y la publicación a través de cuatro amigas que se conocían desde que eran jóvenes modelos, y tiene lugar en Nueva York con mucho en juego. En agosto de 2017, Killoren lanzó la secuela The Second Course, que es una odisea bien investigada sobre el atractivo mundo de la comida. En septiembre, apareció en la serie de telerrealidad de WEtv, Million Dollar Matchmaker. 
En marzo de 2018, Killoren comenzó a trabajar como agente de Warburg Realty en Nueva York.

## Vida personal
Killoren Bensimon estuvo casada con el fotógrafo de moda Gilles Bensimon hasta que la pareja se divorció. Tienen dos hijas, Sea Louise, nacida en 1998, y Thaddeus Ann, nacida en 2000. 
Killoren es católica.
El 5 de marzo de 2009, Killoren Bensimon fue arrestada por violencia doméstica y agresión contra su exnovio. Su exnovio alegó que le dio un puñetazo en la cara durante una discusión. Killoren Bensimon firmó un acuerdo de culpabilidad con el Estado de Nueva York el 8 de junio para limpiar su registro y se le exigió que no se metiera en problemas durante un año y realizara dos días de servicio comunitario para limpiar su registro después de su arresto.
En agosto de 2017, mucho después de su divorcio, Killoren Bensimon explicó en un vídeo que volvió a su nombre anterior, Kelly Killoren, quitándose el apellido de su exmarido.